# Motor Lublin (piłka nożna) w sezonie 1984/1985
Sezon 1984/1985 był dla Motoru Lublin 4. sezonem w ekstraklasie. W trzydziestu rozegranych spotkaniach, Motor zdobył 27 punktów i zajął 9. miejsce w tabeli. Trenerem Motoru w rundzie jesiennej i siedmiu meczach rundy wiosennej był Lesław Ćmikiewicz, w dalszej części sezonu zespół prowadził Jan Złomańczuk. Leszek Iwanicki z 14 golami zdobył koronę króla strzelców. 

## Przebieg sezonu

### Letni okres przygotowawczy
Piłkarze Motoru do treningów powrócili 2 sierpnia, a od 8 do 20 sierpnia 20-osobowa kadra przebywała na zgrupowaniu w Kokotku, gdzie zajęcia prowadzili Waldemar Wiater i Tadeusz Kamiński, gdyż pierwszy trener – Lesław Ćmikiewicz, wyjechał na międzynarodową konferencję szkoleniową dla trenerów, zorganizowanej w Szkocji. Podczas pobytu na Śląsku Motor rozegrał mecze springowe z AKS Niwka (3:1), Górnikiem Knurów (2:3), Piastem Gliwice (2:2) i GKS-em Radzionków (5:4). 
Przed rozpoczęciem rozgrywek ligowych Motor rozegrał sparing z Koroną w Kielcach (2:0), a następnie w Brześciu z Dynamem, wygrywając 2:1 po bramkach Leszka Iwanickiego i Zbigniewa Slipiko i Ursusem Warszawa (2:1). Na trzy dni przed inauguracją sezonu lubelski zespół rozegrał mecz towarzyski z grecką drużyną, prowadzoną przez Kazimierza Górskiego – Ethnikosem (0:0). Z klubu odeszli Andrzej Rejman (do Stilonu Gorzów), Jarosław Góra (do Broni Radom) i Krzysztof Wójtowicz (do Korony Kielce), przybyli zaś Kazimierz Gładysiewicz (poprz. Unia Tarnów), Dariusz Bartoszewski (poprz. Stal Mielec) oraz Andrzej Łatka (poprz. Stal Mielec).

### Runda jesienna
Rundę jesienną Motor rozpoczął od domowego meczu z Legią Warszawa. Przed rozpoczęciem spotkania kapitan Motoru Andrzej Pop odebrał od przedstawiciela PZPN dyplom i nagrodę w wysokości 125 tysięcy złotych, za zajęcie drugiego miejsca w klasyfikacji fair play w sezonie poprzednim. Jedyną bramkę zdobył w 38. minucie Kazimierz Putek, po dośrodkowaniu Dariusza Wdowczyka z rzutu wolnego. W drugiej kolejce Motor zanotował wyjazdową porażkę z Górnikiem Zabrze. W meczu ze Śląskiem Wrocław podopieczni Lesława Ćmikiewicza odnieśli pierwsze zwycięstwo w jesiennych rozgrywkach i opuścili ostatnie miejsce w tabeli. Prowadzenie objęli jednak goście w 8. minucie po strzale zza pola karnego Aleksandra Sochy. Wyrónanie padło w 38. minucie. Piłkę po uderzeniu Leszka Iwanickiego wybił przed siebie bramkarz Śląska Edward Ambrosiewicz, a dobił celnie Andrzej Łatka. Tuż przed przerwą Motor wyszedł na prowadzenie, po bramce Iwanickiego z dośrodkowania Andrzeja Popa. Trzy minuty po rozpoczęciu drugiej połowy Śląsk wyrównał za sprawą Ryszarda Tarasiewicza. W 76. minucie obrońca gości Mieczysław Kopycki sfaulował w polu karnym debiutującego w ekstraklasie Kazimierza Gładysiewicza i sędzia Stefan Socha podyktował jedenastkę, którą wykorzystał Leszek Iwanicki. Grający w przewadze jednego zawodnika, po czerwonej kartce dla Kazimierza Przybysia, gospodarze zdobyli na trzy minuty przed końcem meczu czwartą bramkę, dzięki trafieniu Andrzeja Łatki. W wyjazdowym meczu z wałbrzyskim Górnikiem pierwsi bramkę zdobyli gospodarze. W 68. minucie Górnik nie wykorzystał stuprocentowej sytuacji, a minutę później Motor doprowadził do wyrównania, po akcji Andrzeja Popa, którego strzał obronił Ryszard Walusiak, jednak celnie dobił Leszek Iwanicki. Ten sam zawodnik na siedem minut przed końcem spotkania zdobył zwycięską bramkę uderzeniem z 20 metrów. 
W piątej kolejce Motor podejmował prowadzony przez Bronisława Waligórę Bałtyk Gdynia. Mimo przewagi lubelskiego zespołu, mecz zakończył się wynikiem bezbramkowym. W następnym meczu lubelski zespół grał na wyjeździe w Łodzi z ŁKS-em. Do tego spotkania łodzianie zanotowali cztery porażki i jeden remis, bez zdobyczy bramkowej. Mecz zakończył się zwycięstwem ŁKS-u, a jedyną bramkę łódzka ekipa zdobyła po samobójczym trafieniu Modesta Boguszewskiego. Mecz siódmej kolejki z Zagłębiem Sosnowiec toczył się przy padającym deszczu. Do momentu strzelenia bramki przez Andrzeja Łatkę, przewagę mieli goście, którzy stworzyli kilka stuprocentowych sytuacji, zażegnanych przez Zygmunta Kalinowskiego, a także przez Dariusza Bartoszewskiego, który dwukrotnie wybijał piłkę z linii bramkowej. W następnym spotkaniu Motor mierzył się na wyjeździe z występującą w europejskich pucharach Pogonią Szczecin. Gospodarze wystąpili w takim samym zestawieniu jak w poprzednim meczu z FC Köln, rozegranym w ramach I rundy Pucharu UEFA. Pierwsza bramka padła po indywidualnej akcji Leszka Iwanickiego, który w 10. minucie pokonał Marka Szczecha. Wynik ustalił w 61. minucie Marek Szaniawski, który minął obrońców Pogoni, a następnie Szczecha i skierował piłkę do pustej bramki. Po zwycięstwie w Szczecinie Motor awansował na piąte miejsce. 
Piątą pozycję Motor utrzymał jeszcze po remisie na własnym stadionie z mistrzem Polski Lechem Poznań. Prowadzenie objęli podopieczni Wojciecha Łazarka w szóstej minucie po przerwie za sprawą Mirosława Okońskiego, a wyrównał w ostatniej akcji meczu Leszek Iwanicki z rzutu wolnego pośredniego z odległości 14 metrów. W następnej kolejce Motor przegrał na wyjeździe z Ruchem Chorzów, a w następnej zremisował bezbramkowo u siebie z Wisłą Kraków. W meczu z Wisłą na dwie minuty przed zakończeniem spotkania rzutu karnego nie wykorzystał Leszek Iwanicki. W dwunastej kolejce Motor grał na wyjeździe z zajmującym szóstą pozycję, beniaminkiem Radomiakiem Radom. Mecz zakończył się zwycięstwem Radomiaka 3:0. Motor kończył spotkanie w dziesiątkę po usunięciu z boiska Marka Szaniawskiego, za kopnięcie bez piłki, byłego zawodnika Motoru Mirosława Sajewicza. W następnym meczu Motor zremisował u siebie bezbramkowo z Lechią Gdańsk, a w przedostatniej kolejce przegrał na wyjeździe z Widzewem Łódź 0:2. Po sześciu meczach bez zwycięstwa, Motor pokonał na zakończenie rundy jesiennej GKS Katowice 3:1. Lublinianie prowadzili 2:0 już po siedmiu minutach. Najpierw po dośrodkowaniu Leszka Iwanickiego samobójcze trafienie zaliczył Piotr Piekarczyk, a następnie po indywidualnej akcji i dośrodkowaniu Roberta Grzanki, bramkę głową zdobył Andrzej Pop. W 69. minucie kontaktowego gola zdobył strzałem z 25 metrów Marian Chmaj, jednak dwie minuty później po wrzutce z rzutu wolnego Popa, Janusz Kudyba zdobył głową trzeciego gola dla Motoru. Jesienne rozgrywki lubelski zespół zakończył na dziesiątym miejscu w tabeli.

### Zimowy okres przygotowawczy
Piłkarze Motoru do treningów powrócili 3 stycznia. Od 12 do 24 stycznia przebywali na zgrupowaniu w Nowym Targu, gdzie rozegrali mecz sparingowy ze Stomilem Olsztyn. 30 stycznia lubelski zespół rozegrał dwa mecze kontrolne z Bronią Radom (2:1, 2:0). W drugim meczu obydwie bramki zdobył Andrzej Pop, dla którego był to ostatni występ w Motorze przed wyjazdem do Australii. 2 lutego podopieczni Lesława Ćmikiewicza sparowali z Igloopolem Dębica (2:1), tydzień później ze Starem Starachowice (7:2), 13 lutego z Avią Świdnik (1:1) i 16 lutego ze Stalą Stalowa Wola (1:2). Wszystkie lutowe spotkania rozegrane zostały na treningowym boisku Motoru na Rusałce.
19 lutego zespół wyjechał na zgrupowanie do Kokotka. W pierwszym sparingu Motor pokonał Szombierki Bytom 4:3. Następnie sparowali w Sosnowcu z Zagłębiem (3:1), w Kamieniu z Gwardią Warszawa (1:1) i w Katowicach z GKS-em (1:1). Po powrocie ze zgrupowania, 2 marca Motor rozegrał ostatni mecz kontrolny, przegrywając 0:2 w Mielcu ze Stalą Mielec. Do klubu przybyli Adrian Szczepański (poprz. Gwardia Warszawa) i Dariusz Opolski (poprz. Legia Warszawa), który zakończył służbę wojskową, ubyli zaś Wiktor Pełkowski (do Broni Radom) i Andrzej Pop (do Polonii Sydney), a karierę zawodniczą ze względu na kontuzję kolana zakończył Zbigniew Kakietek.

### Runda wiosenna
Rundę wiosenną Motor rozpoczął od wyjazdowego meczu z liderem – Legią Warszawa. Gospodarze zdobyli dwie bramki w ciągu dwóch minut. Najpierw w 31. minucie Wiesław Cisek z bliskiej odległości pokonał Zygmunta Kalinowskiego, a następnie wynik podwyższył Witold Sikorski. Honorową bramkę dla Motoru zdobył w drugiej połowie Andrzej Łatka. Mecz następnej kolejki z Górnikiem Zabrze, który miał się odbyć na stadionie przy al. Zygmuntowskich, został odwołany z powodu złego stanu boiska. W kolejnym wyjazdowym meczu Motor mierzył się ze Śląskiem Wrocław. Do 55. minuty gospodarze prowadzili 3:0 (po dwóch bramkach Ryszarda Tarasiewicza i jednej Waldemara Prusika), kiedy rzut karny po faulu na Adrianie Szczepańskim wykorzystał Leszek Iwanicki. Dziesięć minut później ten sam zawodnik zdobył drugą bramkę dla Motoru, ale wynik nie uległ już zmianie. Mecz z wałbrzyskim Górnikiem w Lublinie zakończył się remisem 1:1. W 19. minucie wynik otworzył Adrian Szczepański, a dwie minuty później wyrównał z rzutu karnego Włodzimierz Ciołek. W dalszej części spotkania przewagę miał Motor, jednak dogodnych sytuacji nie wykorzystali między innymi Andrzej Łatka, który trafił w słupek i Janusz Kudyba, którego strzały głową wybronił Ryszard Walusiak. W następnym spotkaniu Motor uległ Bałtykowi Gdynia 0:2. W 84. minucie do wyrównania z bliskiej odległości mógł doprowadzić Janusz Kudyba, jednak strzelił wprost w bramkarza Bałtyku Andrzeja Czyżniewskiego. Po bezbramkowym remisie w zaległym meczu z Górnikiem Zabrze, Motor zajmował 13. miejsce z jednopunktową przewagą nad strefą spadkową.
W dwudziestej pierwszej kolejce Motor podejmował dziesiąty w tabeli ŁKS Łódź. W pierwszej połowie kilka sytuacji na objęcie prowadzenia mieli goście, jednak strzały Jacka Ziobra, Krzysztofa Barana i Juliusza Kruszankina wybronił Zygmunt Kalinowski. W 37. minucie Ryszard Milewski został sfaulowany w polu karnym przez Witolda Wenclewskiego, za co prowadzący ten mecz Krzysztof Kwiatkowski podyktował jedenastkę, którą wykorzystał Leszek Iwanicki. W drugiej połowie przewagę miał ŁKS, czego efektem była wyrównująca bramka strzelona przez Ryszarda Robakiewicza w 64. minucie. Po remisie z ŁKS-em i zwycięstwie Wisły nad Legią oraz Lechii nad Lechem, Motor spadł na piętnastą, spadkową pozycję. W kolejnym meczu Motor przegrał na wyjeździe z Zagłębiem Sosnowiec 0:3. 30 kwietnia nastąpiła zmiana na stanowisku trenera piłkarzy Motoru. Lesława Ćmikiewicza zastąpił Jan Złomańczuk. Pierwszy mecz pod wodzą nowego szkoleniowca Motor rozegrał na stadionie przy al. Zygmuntowskich z ostatnią drużyną w tabeli – Pogonią Szczecin, którą pokonał 2:0, po bramkach Adriana Szczepańskiego i Andrzeja Łatki i w rezultacie lubelski zespół opuścił strefę spadkową. W następnym meczu wyjazdowym Motor powtórzył wynik z Sosnowca i przegrał z Lechem Poznań 0:3. W drugiej połowie kilku dogodnych sytuacji nie wykorzystał Janusz Kudyba. Najpierw przy stanie 0:0 minimalnie przestrzelił, a następnie w kilka minut po objęciu prowadzenia przez gospodarzy trafił w słupek, a potem z bliskiej odległości uderzył wprost w Ryszarda Jankowskiego. Momentem przełomowym w tym spotkaniu było podyktowanie przez sędziego Krzysztofa Czemarmazowicza rzutu karnego dla Lecha po faulu Zygmunta Kalinowskiego na Mirosławie Okońskim, którego na bramkę zamienił Krzysztof Pawlak. Po zwycięstwie w dwudziestej piątej kolejce nad Ruchem Chorzów, Motor awansował na jedenastą pozycję i miał dwa punkty przewagi nad piętnastą Pogonią Szczecin.
W pierwszym czerwcowym meczu Motor mierzył się na wyjeździe z ostatnią w tabeli Wisłą Kraków. W całym spotkaniu przewagę miał lubelski zespół, co przełożyło się na zdobycie trzech bramek. Porażka Wisły sprawiła, iż jej strata do bezpiecznego 14. miejsca wynosiła trzy punkty. W spotkaniu z Radomiakiem Motor wystąpił bez kontuzjowanych Zygmunta Kalinowskiego, Waldemara Fiuty i Marka Szaniawskiego. Pierwszą bramkę zdobył Leszek Iwanicki z podania Adriana Szczepańskiego, natomiast drugą strzelił również Iwanicki w minutę po zdobyciu wyrównania przez gości. Odnosząc trzecie zwycięstwo z rzędu Motor awansował na dziewiątą pozycję. Mecz dwóch drużyn wciąż walczących o ligowy byt – Motoru i Lechii Gdańsk – zakończył się zwycięstwem gdańszczan 2:1. Pierwszą bramkę zdobył w 7. minucie Mirosław Pękała, podwyższył w 42. minucie Janusz Możejko. W 58. minucie Leszek Iwanicki zdobył kontaktowego gola, a chwilę później Janusz Kudyba mógł doprowadzić do wyrównania, jednak trafił w słupek. W przedostatniej kolejce Motor podejmował walczący o mistrzostwo kraju Widzew Łódź, prowadzony przez Bronisława Waligórę. Spotkanie obfitowało w sytuacje bramkowe z obu stron, jednak dopiero w 77. minucie Włodzimierz Smolarek zdobył prowadzenie dla Widzewa. Dążący do wyrównania lubelski zespół osiągnął cel w ostatniej minucie meczu, za sprawą Adriana Szczepańskiego, który z dośrodkowania Krzysztofa Witkowskiego, zdobył głową bramkę dla lubelskiej ekipy. Wynik remisowy oznaczał utrzymanie Motoru w ekstraklasie. Na zakończenie rozgrywek ligowych Motor zremisował na wyjeździe z GKS-em Katowice 2:2 i ostatecznie zajął dziewiąte miejsce, najwyższe w historii klubu. W 82. minucie przy stanie 2:1 dla GKS-u wyrównał Leszek Iwanicki i z dorobkiem 14 bramek został królem strzelców ekstraklasy. 

## Mecze ligowe w sezonie 1984/1985
| Data                 | Przeciwnik         | D/W | Miejsce                         | Wynik M/P | Strzelcy                                 | Widzów  | Źródło        |
| -------------------- | ------------------ | --- | ------------------------------- | --------- | ---------------------------------------- | ------- | ------------- |
|                      |                    |     |                                 |           |                                          |         |               |
| RUNDA JESIENNA       |                    |     |                                 |           |                                          |         |               |
|                      |                    |     |                                 |           |                                          |         |               |
| 11 sierpnia 1984     | Legia Warszawa     | D   | Stadion przy al. Zygmuntowskich | 0:1       |                                          | 14 tys. | [ 7 ] [ 52 ]  |
| 15 sierpnia 1984     | Górnik Zabrze      | W   | Stadion Górnika                 | 0:2       |                                          | 12 tys. | [ 8 ] [ 53 ]  |
| 19 sierpnia 1984     | Śląsk Wrocław      | D   | Stadion przy al. Zygmuntowskich | 4:2       | Łatka 37', 87', Iwanicki 45', 76' (k)    | 8 tys.  | [ 9 ] [ 54 ]  |
| 25 sierpnia 1984     | Górnik Wałbrzych   | W   | Stadion Górnika                 | 2:1       | Iwanicki 69', 87'                        | 18 tys. | [ 10 ] [ 55 ] |
| 1 września 1984      | Bałtyk Gdynia      | D   | Stadion przy al. Zygmuntowskich | 0:0       |                                          | 15 tys. | [ 11 ] [ 56 ] |
| 8 września 1984      | ŁKS Łódź           | W   | Stadion ŁKS-u                   | 0:1       |                                          | 5 tys.  | [ 12 ] [ 57 ] |
| 16 września 1984     | Zagłębie Sosnowiec | D   | Stadion przy al. Zygmuntowskich | 1:0       | Łatka 69'                                | 8 tys.  | [ 13 ] [ 58 ] |
| 23 września 1984     | Pogoń Szczecin     | W   | Stadion Pogoni                  | 2:0       | Iwanicki 10', Szaniawski 62'             | 12 tys. | [ 14 ] [ 59 ] |
| 30 września 1984     | Lech Poznań        | D   | Stadion przy al. Zygmuntowskich | 1:1       | Iwanicki 90'                             | 20 tys. | [ 15 ] [ 60 ] |
| 7 października 1984  | Ruch Chorzów       | W   | Stadion Ruchu                   | 0:1       |                                          | 8 tys.  | [ 16 ] [ 61 ] |
| 21 października 1984 | Wisła Kraków       | D   | Stadion przy al. Zygmuntowskich | 0:0       |                                          | 10 tys. | [ 17 ] [ 62 ] |
| 4 listopada 1984     | Radomiak Radom     | W   | Stadion Radomiaka               | 0:3       |                                          | 16 tys. | [ 18 ] [ 63 ] |
| 11 listopada 1984    | Lechia Gdańsk      | D   | Stadion przy al. Zygmuntowskich | 0:0       |                                          | 10 tys. | [ 19 ] [ 64 ] |
| 18 listopada 1984    | Widzew Łódź        | W   | Stadion Widzewa                 | 0:2       |                                          | 5 tys.  | [ 20 ] [ 65 ] |
| 25 listopada 1984    | GKS Katowice       | D   | Stadion przy al. Zygmuntowskich | 3:1       | Piekarczyk 5' (sam), Pop 7', Kudyba 71'  | 4 tys.  | [ 21 ] [ 66 ] |
|                      |                    |     |                                 |           |                                          |         |               |
| RUNDA WIOSENNA       |                    |     |                                 |           |                                          |         |               |
|                      |                    |     |                                 |           |                                          |         |               |
| 9 marca 1985         | Legia Warszawa     | W   | Stadion Legii                   | 1:2       | Łatka 62'                                | 12 tys. | [ 35 ] [ 67 ] |
| 23 marca 1985        | Śląsk Wrocław      | W   | Stadion Śląska                  | 2:3       | Iwanicki 55' (k), 64'                    | 12 tys. | [ 37 ] [ 68 ] |
| 31 marca 1985        | Górnik Wałbrzych   | D   | Stadion przy al. Zygmuntowskich | 1:1       | Szczepański 19'                          | 20 tys. | [ 38 ] [ 69 ] |
| 6 kwietnia 1985      | Bałtyk Gdynia      | W   | Stadion Bałtyku                 | 0:2       |                                          | 4 tys.  | [ 39 ] [ 70 ] |
| 10 kwietnia 1985     | Górnik Zabrze      | D   | Stadion przy al. Zygmuntowskich | 0:0       |                                          | 15 tys. | [ 40 ] [ 71 ] |
| 13 kwietnia 1985     | ŁKS Łódź           | D   | Stadion przy al. Zygmuntowskich | 1:1       | Iwanicki 37' (k)                         | 13 tys. | [ 41 ] [ 72 ] |
| 20 kwietnia 1985     | Zagłębie Sosnowiec | W   | Stadion Zagłębia                | 0:3       |                                          | 20 tys. | [ 42 ] [ 73 ] |
| 4 maja 1985          | Pogoń Szczecin     | D   | Stadion przy al. Zygmuntowskich | 2:0       | Szczepański 7', Łatka 81'                | 8 tys.  | [ 44 ] [ 74 ] |
| 9 maja 1985          | Lech Poznań        | W   | Stadion Lecha                   | 0:3       |                                          | 20 tys. | [ 45 ] [ 75 ] |
| 23 maja 1985         | Ruch Chorzów       | D   | Stadion przy al. Zygmuntowskich | 1:0       | Łatka 35'                                | 7 tys.  | [ 46 ] [ 76 ] |
| 5 czerwca 1985       | Wisła Kraków       | W   | Stadion Wisły                   | 3:0       | Szczepański 10', Iwanicki 69', Łatka 81' | 3 tys.  | [ 47 ] [ 77 ] |
| 9 czerwca 1985       | Radomiak Radom     | D   | Stadion przy al. Zygmuntowskich | 2:1       | Iwanicki 7', 23'                         | 13 tys. | [ 48 ] [ 78 ] |
| 15 czerwca 1985      | Lechia Gdańsk      | W   | Stadion Lechii                  | 1:2       | Iwanicki 58'                             | 15 tys. | [ 49 ] [ 79 ] |
| 19 czerwca 1985      | Widzew Łódź        | D   | Stadion przy al. Zygmuntowskich | 1:1       | Szczepański 90'                          | 20 tys. | [ 50 ] [ 80 ] |
| 23 czerwca 1985      | GKS Katowice       | W   | Stadion GKS-u                   | 2:2       | Szczepański 51', Iwanicki 82'            | 5 tys.  | [ 51 ] [ 81 ] |

### Tabela I ligi
| Poz | Klub               | M  | Pkt | Bz | Bs |
| --- | ------------------ | -- | --- | -- | -- |
| 1.  | Górnik Zabrze      | 30 | 42  | 38 | 16 |
| 2.  | Legia Warszawa     | 30 | 41  | 36 | 19 |
| 3.  | Widzew Łódź        | 30 | 38  | 34 | 16 |
| 4.  | Lech Poznań        | 30 | 38  | 41 | 31 |
| 5.  | Zagłębie Sosnowiec | 30 | 31  | 37 | 38 |
| 6.  | ŁKS Łódź           | 30 | 30  | 31 | 32 |
| 7.  | Ruch Chorzów       | 30 | 29  | 28 | 28 |
| 8.  | Górnik Wałbrzych   | 30 | 32  | 32 | 35 |
| 9.  | Motor Lublin       | 30 | 27  | 30 | 36 |
| 10. | GKS Katowice       | 30 | 26  | 22 | 28 |
| 11. | Pogoń Szczecin     | 30 | 26  | 29 | 36 |
| 12. | Lechia Gdańsk      | 30 | 26  | 23 | 34 |
| 13. | Bałtyk Gdynia      | 30 | 26  | 22 | 35 |
| 14. | Śląsk Wrocław      | 30 | 25  | 34 | 36 |
| 15. | Radomiak Radom     | 30 | 25  | 29 | 32 |
| 16. | Wisła Kraków       | 30 | 21  | 19 | 33 |

## Kadra
| Zawodnik               | Data ur.   | Występy        | Bramki         |                |                | Występy        | Bramki         |                |                | Występy   | Bramki    | Poprzedni klub    |           |
| Zawodnik               | Data ur.   | RUNDA JESIENNA | RUNDA JESIENNA | RUNDA JESIENNA | RUNDA JESIENNA | RUNDA WIOSENNA | RUNDA WIOSENNA | RUNDA WIOSENNA | RUNDA WIOSENNA | SEZON     | SEZON     | Poprzedni klub    |           |
| Bramkarze              | Bramkarze  | Bramkarze      | Bramkarze      | Bramkarze      | Bramkarze      | Bramkarze      | Bramkarze      | Bramkarze      | Bramkarze      | Bramkarze | Bramkarze | Bramkarze         | Bramkarze |
| ---------------------- | ---------- | -------------- | -------------- | -------------- | -------------- | -------------- | -------------- | -------------- | -------------- | --------- | --------- | ----------------- | --------- |
| Zygmunt Kalinowski     | 2.05.1949  | 15             |                |                |                | 10             |                |                |                | 25        |           | Śląsk Wrocław     |           |
| Stanisław Karwat       | 3.10.1965  |                |                |                |                | 1              |                |                |                | 1         |           | wychowanek        |           |
| Dariusz Opolski        | 23.09.1961 | —              | —              | —              | —              | 4              |                |                |                | 4         |           | Legia Warszawa    |           |
| Obrońcy                |            |                |                |                |                |                |                |                |                |           |           |                   |           |
| Modest Boguszewski     | 8.01.1963  | 14             |                | 3              |                | 14             |                | 2              |                | 28        |           | wychowanek        |           |
| Mirosław Car           | 24.11.1960 | 5 (1)          |                | 1              |                | 3 (2)          |                |                |                | 8 (3)     |           | Legia Warszawa    |           |
| Roman Dębiński         | 21.05.1956 | 10             |                |                |                | 3              |                |                |                | 13        |           | Stal Poniatowa    |           |
| Waldemar Fiuta         | 10.04.1958 | 15             |                |                |                | 12             |                | 1              |                | 27        |           | wychowanek        |           |
| Kazimierz Gładysiewicz | 4.03.1962  | 2 (4)          |                |                |                | 2 (4)          |                |                |                | 4 (8)     |           | Unia Tarnów       |           |
| Robert Grzanka         | 6.09.1962  | 15             |                | 3              |                | 10 (2)         |                |                |                | 25 (2)    |           | Mazur Karczew     |           |
| Ryszard Milewski       | 4.09.1957  | —              | —              | —              | —              | 12             |                | 1              |                | 12        |           | Legia Warszawa    |           |
| Wiktor Pełkowski       | 9.06.1957  | 1              |                |                |                | —              | —              | —              | —              | 1         |           | Mławianka Mława   |           |
| Roman Żuchnik          | 28.02.1965 | 4              |                |                |                | 8 (1)          |                |                |                | 12 (1)    |           | wychowanek        |           |
| Pomocnicy i napastnicy |            |                |                |                |                |                |                |                |                |           |           |                   |           |
| Dariusz Bartoszewski   | 5.01.1978  | 12             |                | 4              |                | 8 (1)          |                | 1              |                | 20 (1)    |           | Stal Mielec       |           |
| Leszek Iwanicki        | 12.08.1959 | 15             | 6              | 1              |                | 15             | 8              | 1              |                | 30        | 14        | Legia Warszawa    |           |
| Tomasz Jasina          | 19.05.1965 | 4 (3)          |                |                |                | 11             |                | 2              |                | 15 (3)    |           | wychowanek        |           |
| Janusz Kudyba          | 12.07.1961 | 4 (6)          | 1              | 1              |                | 8 (6)          |                |                |                | 12 (12)   | 1         | Lechia Piechowice |           |
| Andrzej Łatka          | 31.10.1962 | 14 (1)         | 3              |                |                | 15             | 4              |                |                | 29 (1)    | 7         | Stal Mielec       |           |
| Andrzej Pop            | 10.10.1953 | 10 (2)         | 1              |                |                | —              | —              | —              | —              | 10 (2)    | 1         | Stal Kraśnik      |           |
| Zbigniew Slipiko       | 12.09.1960 | 10 (1)         |                | 1              |                | 2 (2)          |                |                |                | 12 (3)    |           | Olimpia Elbląg    |           |
| Marek Szaniawski       | 10.10.1960 | 10 (1)         | 1              | 3              | 1              | 6 (1)          |                |                |                | 16 (1)    | 1         | Stal Mielec       |           |
| Adrian Szczepański     | 30.10.1965 | —              | —              | —              | —              | 14             | 5              | 1              |                | 14        | 5         | Gwardia Warszawa  |           |
| Krzysztof Witkowski    | 11.02.1962 | 5 (8)          |                |                |                | 7 (5)          |                |                |                | 12 (13)   |           | wychowanek        |           |

## Puchar Polski na szczeblu centralnym
| Data              | Runda | Przeciwnik     | D/W | Miejsce                         | Wynik M/P | Strzelcy                                          | Widzów | Źródło        |
| ----------------- | ----- | -------------- | --- | ------------------------------- | --------- | ------------------------------------------------- | ------ | ------------- |
| 5 września 1984   | 1/16  | Bug Wyszków    | W   | Wyszków                         | 5:0       | Iwanicki 40' (k), Łatka 42', 78', Kudyba 76', 88' | 5 tys. | [ 82 ] [ 83 ] |
| 21 listopada 1984 | 1/8   | Legia Warszawa | D   | Stadion przy al. Zygmuntowskich | 0:2       |                                                   | 3 tys. | [ 84 ] [ 85 ] |